# قربان‌گاه
قربان‌گاه، محراب، مذبح یا بَرواره جایگاهی است که قربانی به خدای یک دین تقدیم می‌شود. سکویی سنگی یا خشتی یا هر سازهٔ مشابه مسطح، معمولاً به بلندی یک تا یک‌ونیم متر، که بر روی آن برای ایزدان پیشکش می‌نهادند، در مسیحیت کاتولیکی، میزی که بر روی آن مراسم عشای ربانی را به جا می‌آورند.

## نگارخانه

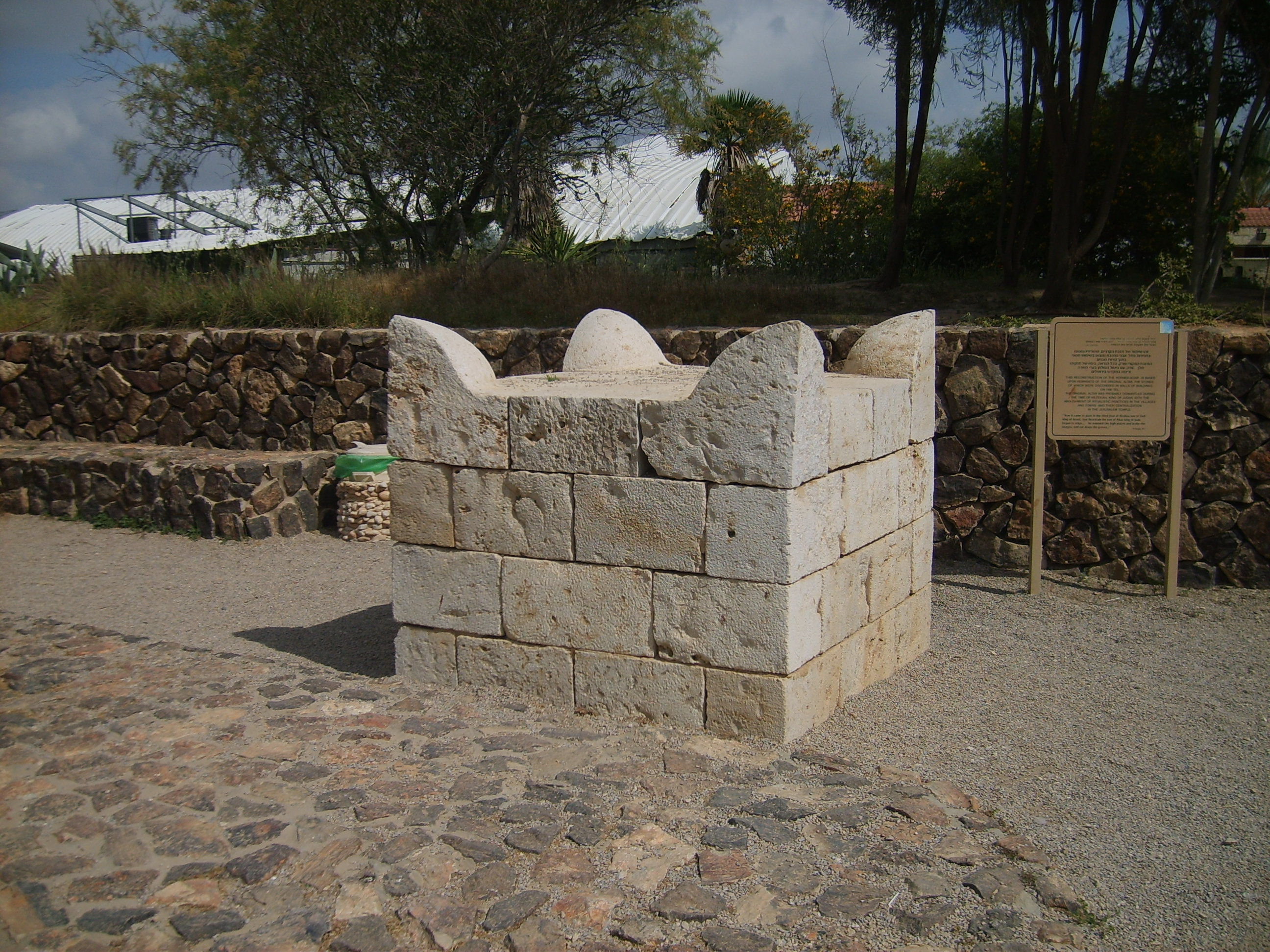
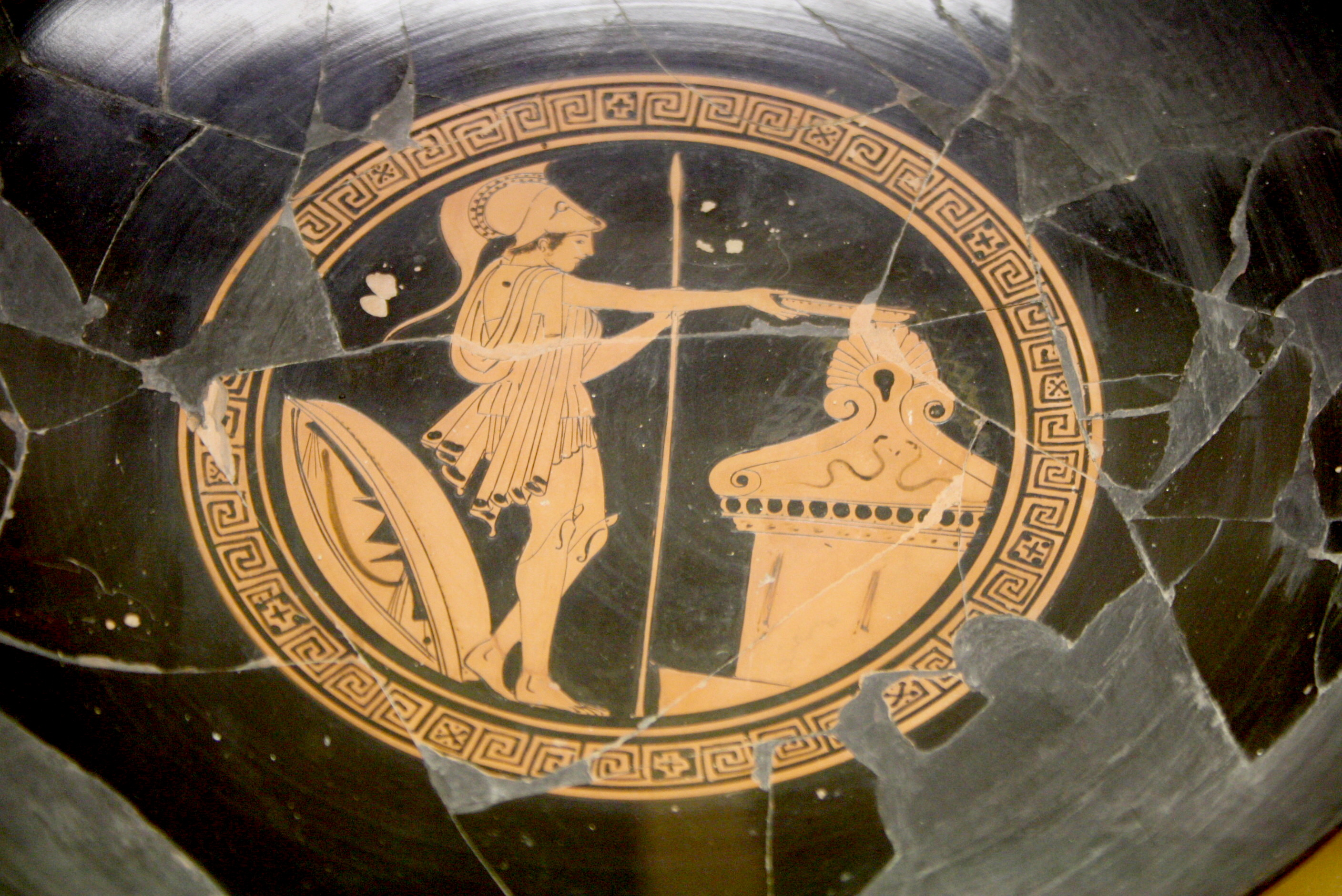
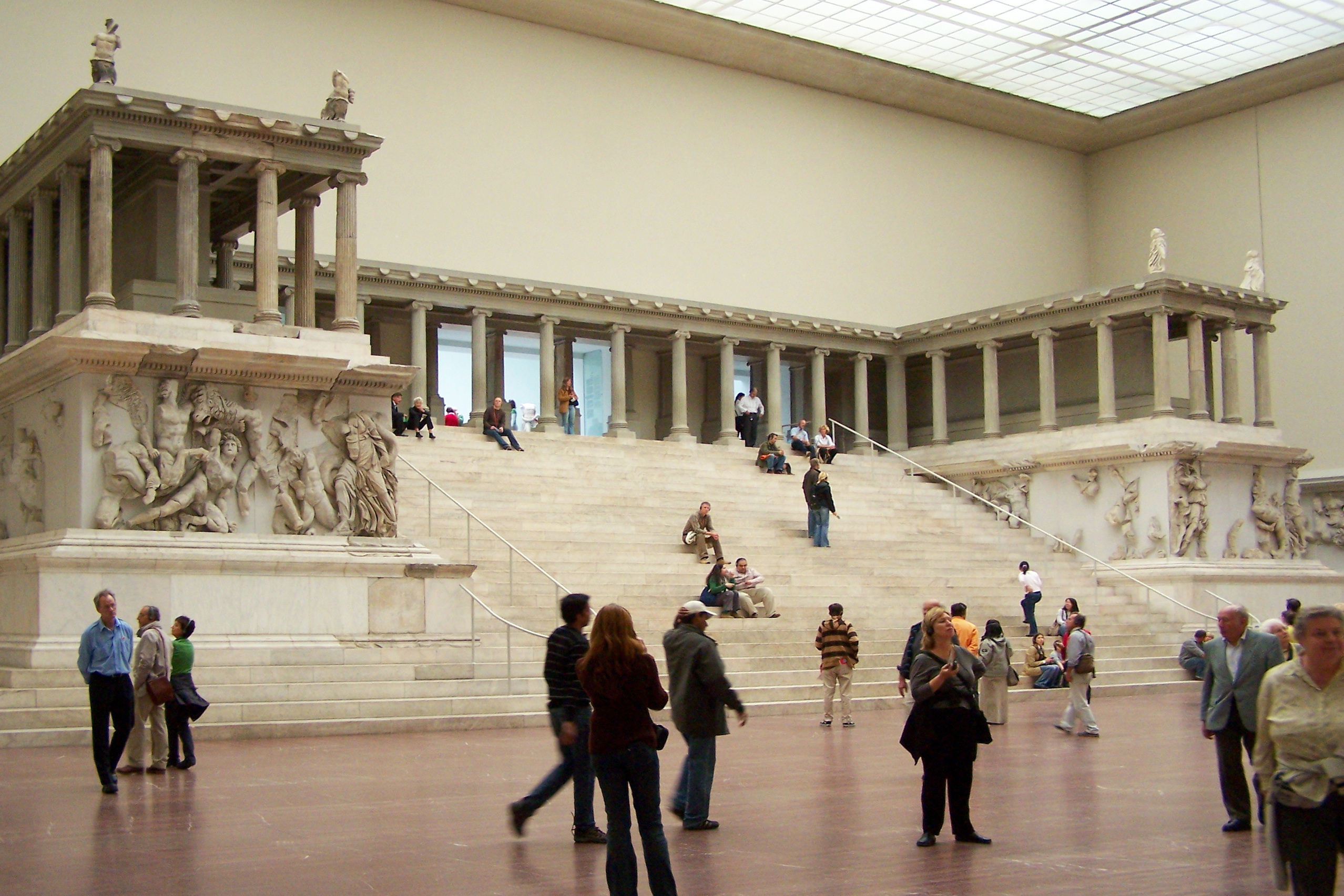
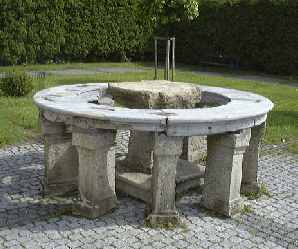